# Fotbalové III. třídy
III. třídy (třetí třídy) jsou devátou nejvyšší fotbalovou ligou v České republice. Jsou řízeny okresními fotbalovými svazy a v Praze Pražským fotbalovým svazem. Třetí třídy se někde dělí na skupiny, které jsou na stejné úrovni – jejich vítězové postupují do příslušné II. třídy (okresní/městský přebor), podle zastoupení klubů v daném okrese nebo kvůli lepší dostupnosti. Nižší soutěží jsou fotbalové IV. třídy.
Praha (1)
- Pražská III. třída[1]

Středočeský kraj (12)
- III. třída okresu Benešov[2]
- III. třída okresu Beroun[3]
- III. třída okresu Kladno[4]
- III. třída okresu Kolín[5]
- III. třída okresu Kutná Hora[6]
- III. třída okresu Mělník[7]
- III. třída okresu Mladá Boleslav[8]
- III. třída okresu Nymburk[9]
- III. třída okresu Praha-východ[10]
- III. třída okresu Praha-západ[11]
- III. třída okresu Příbram[12]
- III. třída okresu Rakovník[13]

Jihočeský kraj (7)
- III. třída okresu České Budějovice[14]
- III. třída okresu Český Krumlov[15]
- III. třída okresu Jindřichův Hradec[16]
- III. třída okresu Písek[17]
- III. třída okresu Prachatice[18]
- III. třída okresu Strakonice[19]
- III. třída okresu Tábor[20]

Plzeňský kraj (7)
- III. třída okresu Domažlice[21]
- III. třída okresu Klatovy[22]
- III. třída okresu Plzeň-město[23]
- III. třída okresu Plzeň-jih[24]
- III. třída okresu Plzeň-sever[25]
- III. třída okresu Rokycany[26]
- III. třída okresu Tachov[27]

Karlovarský kraj (1)
- III. třída okresu Karlovy Vary[28]

Ústecký kraj (6)
- III. třída okresu Děčín[29]
- III. třída okresu Chomutov[30]
- III. třída okresu Litoměřice[31]
- III. třída okresu Louny[32]
- III. třída okresu Teplice[33]
- III. třída okresu Ústí nad Labem[34]

Liberecký kraj (4)
- III. třída okresu Česká Lípa[35]
- III. třída okresu Jablonec nad Nisou[36]
- III. třída okresu Liberec[37]
- III. třída okresu Semily[38]

Královéhradecký kraj (5)
- III. třída okresu Hradec Králové[39]
- III. třída okresu Jičín[40]
- III. třída okresu Náchod[41]
- III. třída okresu Rychnov nad Kněžnou[42]
- III. třída okresu Trutnov[43]

Pardubický kraj (4)
- III. třída okresu Chrudim[44]
- III. třída okresu Pardubice[45]
- III. třída okresu Svitavy[46]
- III. třída okresu Ústí nad Orlicí[47]

Kraj Vysočina (5)
- III. třída okresu Havlíčkův Brod[48]
- III. třída okresu Jihlava[49]
- III. třída okresu Pelhřimov[50]
- III. třída okresu Třebíč[51]
- III. třída okresu Žďár nad Sázavou[52]

Jihomoravský kraj (7)
- III. třída okresu Blansko[53]
- III. třída okresu Brno-město[54]
- III. třída okresu Brno-venkov[55]
- III. třída okresu Břeclav[56]
- III. třída okresu Hodonín[57]
- III. třída okresu Vyškov[58]
- III. třída okresu Znojmo[59]

Olomoucký kraj (4)
- III. třída okresu Olomouc[60]
- III. třída okresu Prostějov[61]
- III. třída okresu Přerov[62]
- III. třída okresu Šumperk[63]

Zlínský kraj (4)
- III. třída okresu Kroměříž[64]
- III. třída okresu Uherské Hradiště[65]
- III. třída okresu Vsetín[66]
- III. třída okresu Zlín[67]

Moravskoslezský kraj (5)
- III. třída okresu Bruntál[68]
- III. třída okresu Frýdek-Místek[69]
- III. třída okresu Nový Jičín[70]
- III. třída okresu Opava[71]
- III. třída okresu Ostrava-město[72]

Poznámky:
- MěFS – Městský fotbalový svaz, OFS – Okresní fotbalový svaz, PFS – Pražský fotbalový svaz

## Bývalé a neexistující fotbalové III. třídy
Karlovarský kraj (2)
- III. třída okresu Cheb (zrušena po sezoně 2014/15)[73][74]
- III. třída okresu Sokolov (zrušena po sezoně 2012/13)[75][76]

Ústecký kraj (1)
- III. třída okresu Most se nehraje.[77]

Olomoucký kraj (1)
- III. třída okresu Jeseník se nehraje.[78]

Moravskoslezský kraj (1)
- III. třída okresu Karviná se nehraje.[79]